# Bangataka-Léré
Pour les articles homonymes, voir Bangataka et Léré.
Bangataka-Léré est une localité située dans le département de Gorgadji de la province du Séno dans la région Sahel au Burkina Faso.